# Nahum (nombre)
Nahúm, también escrito como Nahum, Nahun y Naum (pronunciado en español /Naúm/), es un nombre propio masculino español de origen bíblico. Deriva del hebreo “נַחוּם” (“Najum), y su significado es “el consuelo de Dios”, compartiendo el mismo significado con el término hebreo “Menahem”. Es un nombre muy poco común que forma parte de la onomástica española, también apareciendo en otras lenguas de tradición judeocristiana. 

## Etimología
El nombre de Nahum aparece en la Biblia. En ella se presenta a Nahúm, personaje bíblico perteneciente al Antiguo Testamento, nacido en Elcos (Nahúm 1:5).

## Equivalencias en otros idiomas
| Variantes en otras lenguas | Variantes en otras lenguas |
| -------------------------- | -------------------------- |
| Español                    | Nahúm                      |
| Alemán                     | Nahum                      |
| Catalán                    | Nahum                      |
| Checo                      | Nachum                     |
| Francés                    | Nahum                      |
| Hebreo                     | נחום                       |
| Holandés                   | Nahum                      |
| Inglés                     | Nahum                      |
| Italiano                   | Nahum                      |
| Lituano                    | Nahum                      |
| Polaco                     | Nahum                      |
| Portugués                  | Naum                       |
| Ruso                       | Наум                       |

## Santoral
El nombre de Nahum forma parte del santoral católico. La celebración de San Nahúm se corresponde con el día 1 de diciembre, coincidiendo también con el de San Eloy.

## Personas con este nombre
En este apartado se indican las personas famosas que tienen como nombre Nahum y formas alternativas:
Nahum
- Nahum Tate (1652-1715), poeta irlandés.
- Nahum Gutman (1898-1980), artista ruso-israelí.
- Nahum Stelmach (1936-1999), futbolista israelí.